# Carl Ludwig Schmitz (Bildhauer)
Carl Ludwig Schmitz (* 9. September 1900 in Metz; † 1967 in New York) war ein deutsch-amerikanischer Bildhauer.

## Leben
Schmitz wurde ab dem Wintersemester 1921/1922 an der Münchner Kunstakademie bei Joseph Wackerle und Albert Hahn im Fach Bildhauerei ausgebildet. 1923 wanderte er nach New York aus, wo er das Beaux-Arts Institute of Design besuchte und dann als Bildhauer bis zu seinem Tod 1967 ansässig wurde. Er bevorzugte religiöse und allegorische Themen, die er häufig in Terrakotta ausführte. Er wurde mehrmals für seine Werke ausgezeichnet, etwa auf der Weltfachausstellung Paris 1937 mit einer Goldmedaille sowie mit der George D. Widener Memorial Medal. Das Smithsonian American Art Museum bewahrt zwei seiner Werke.
Schmitz wird häufig mit dem  – mit C. L. Schmitz signierenden  – gleichnamigen Düsseldorfer Landschaftsmaler des 19. Jahrhunderts verwechselt. Carl Ludwig Schmitz ist 1858 als Schüler im Alter von 41 Jahren an der Kunstakademie Düsseldorf in der Landschaftsklasse von Hans Fredrik Gude nachgewiesen.